# Peter Truedsson
Peter Truedsson (* 25. Juli 1961) ist ein schwedischer Fußballspieler. Der Stürmer, der zwischen 1982 und 1988 für die schwedische Nationalmannschaft in sieben Länderspielen auflief, gewann 1981 mit Östers IF den nationalen Meistertitel.

## Werdegang
Truedsson entstammt der Jugend des IFK Karlshamn, den er Anfang 1981 in Richtung des amtierenden schwedischen Meisters Östers IF verließ. In der Spielzeit 1981 rückte er als Nachwuchsspieler in die Wettkampfmannschaft auf. Schnell etablierte er sich in der Allsvenskan und war mit sieben Saisontoren in seiner Debütspielzeit maßgeblich am erneuten Gewinn des Meistertitels beteiligt. In der folgenden Spielzeit überflügelte er mit acht Saisontoren Jan Mattsson als besten vereinsinternen Torschützen, in der Meisterschaftsendrunde scheiterte die Mannschaft um Thomas Ravelli, Karl-Gunnar Björklund und Mats Rohdin jedoch bereits im Viertelfinale am Malmö FF. Jedoch hatte er sich in die Nationalmannschaft gespielt und debütierte im Mai 1982 anlässlich eines 1:1-Unentschiedens gegen Dänemark durch Tore von Thomas Larsson und Frank Arnesen im Nationaljersey. 
In der Folge rutschte der Klub in der Liga ab und geriet in der Spielzeit 1984 in Abstiegsgefahr. Mit zwölf Saisontoren war Truedsson schließlich einer der Garanten für den Klassenerhalt, der nur dank der besseren Tordifferenz gegenüber den punktgleichen Absteigern IF Elfsborg und Gefle IF erreicht wurde. Nachdem Bo Johansson zwei Jahre später das Training des Klubs übernommen hatte, ging es wieder bergauf. Hatte im ersten Jahr ein Punkt zur erneuten Teilnahme an der Meisterschaftsendrunde gefehlt, qualifizierte sich Truedsson mit der Mannschaft um Jari Europaeus, Ulrik Jansson und Hans Eklund als Tabellenvierter in der Spielzeit 1987, scheiterte jedoch im Halbfinale abermals am Malmö FF. Der Erfolg ließ sich jedoch nicht bestätigen, am Ende der folgenden Spielzeit stieg der Klub in die Zweitklassigkeit ab.
Truedsson verließ den Klub nach 134 Erstligaspielen und schloss sich dem Zweitligisten Mjällby AIF an. Mit dem vormaligen Erstligisten spielte er zunächst um den Wiederaufstieg in die Allsvenskan, ehe der Klub am Ende der Spielzeit 1990 in die Drittklassigkeit abstieg.
| Personendaten    | Personendaten               |
| ---------------- | --------------------------- |
| NAME             | Truedsson, Peter            |
| KURZBESCHREIBUNG | schwedischer Fußballspieler |
| GEBURTSDATUM     | 25. Juli 1961               |